# Mississauga-Est—Cooksville
Pour la circonscription provinciale, voir Mississauga-Est—Cooksville (circonscription provinciale).
Circonscription électorale fédérale du Canada
Mississauga-Est—Cooksville ((en) Mississauga East—Cooksville) est une circonscription électorale fédérale canadienne située en Ontario.

## Géographie
La circonscription est située dans la région du grand Toronto, plus précisément dans la ville de Mississauga. 
En 2011, les circonscriptions limitrophes étaient Etobicoke-Centre, Etobicoke—Lakeshore, Mississauga—Erindale et Mississauga-Sud. Après le redécoupage de 2012, les circonscriptions limitrophes sont Mississauga—Lakeshore, Etobicoke—Lakeshore, Etobicoke-Centre, Mississauga—Malton et Mississauga-Centre.

## Historique
La circonscription de Mississauga-Est–Cooksville a été créée en 2003 à partir de Mississauga-Centre et de Mississauga-Est.

## Députés
| Législature                                                                | Années        | Député           | Parti | Parti        |
| -------------------------------------------------------------------------- | ------------- | ---------------- | ----- | ------------ |
| Mississauga East—Cooksville issue de Mississauga-Centre et Mississauga-Est |               |                  |       |              |
| 38e                                                                        | 2004–2005     | Albina Guarnieri |       | Libéral      |
| 39e                                                                        | 2006–2006     | Albina Guarnieri |       | Libéral      |
| 40e                                                                        | 2008–2011     | Albina Guarnieri |       | Libéral      |
| 41e                                                                        | 2011–2015     | Wladyslaw Lizon  |       | Conservateur |
| 42e                                                                        | 2015–2019     | Peter Fonseca    |       | Libéral      |
| 43e                                                                        | 2019–2021     | Peter Fonseca    |       | Libéral      |
| 44e                                                                        | 2021–2025     | Peter Fonseca    |       | Libéral      |
| 45e                                                                        | 2025–en cours | Peter Fonseca    |       | Libéral      |

## Résultats électoraux
|       | Candidat            | Parti              | # de voix | % des voix |
|       | (X) Wladyslaw Lizon | Conservateur       | +18 353,  | 35,35 %    |
|       | Peter Fonseca       | Libéral            | +28 154,  | 54,23 %    |
|       | Ali Naqvi           | NPD                | +04 481,  | 8,63 %     |
|       | Jaymini Bhikha      | Vert               | +00766,   | 1,48 %     |
|       | Tim Sullivan        | Marxiste-léniniste | +00163,   | 0,31 %     |
| Total | Total               | Total              | 51 917    | 100 %      |

|       | Candidat        | Parti              | # de voix | % des voix |
|       | Wladyslaw Lizon | Conservateur       | +18 796,  | 39,97 %    |
|       | Peter Fonseca   | Libéral            | +18 120,  | 38,53 %    |
|       | Waseem Ahmed    | NPD                | +08 836,  | 18,79 %    |
|       | Jaymini Bhikha  | Vert               | +01 032,  | 2,19 %     |
|       | Pierre Chénier  | Marxiste-léniniste | +00241,   | 0,51 %     |
| Total | Total           | Total              | 47 025    | 100 %      |

|       | Candidat                 | Parti              | # de voix | % des voix |
|       | Carl DeFaria             | Conservateur       | +14 326,  | 31,45 %    |
|       | (x) Albina Guarnieri     | Libéral            | +23 530,  | 51,65 %    |
|       | Jim Gill                 | NPD                | +05 180,  | 11,37 %    |
|       | Jason Robert Hinchcliffe | Vert               | +01 393,  | 3,06 %     |
|       | Sally Wong               | Héritage           | +00467,   | 1,03 %     |
|       | Pierre Chénier           | Marxiste-léniniste | +00164,   | 0,36 %     |
|       | Mohamed Elrofaie         | Indépendant        | +00496,   | 1,09 %     |
| Total | Total                    | Total              | 45 556    | 100 %      |